# Gran Premio de Río de Janeiro de Motociclismo
El Gran Premio de Río de Janeiro de Motociclismo fue una carrera de motociclismo de velocidad que se corrió durante los años 1995 y 2004 en el Autódromo Internacional Nelson Piquet. 

## Ganadores del Gran Premio de Río de Janeiro de Motociclismo

### Ganadores múltiples (pilotos)
| # Victorias | Piloto          | Victorias | Victorias    |
| # Victorias | Piloto          | Categoría | Años ganador |
| ----------- | --------------- | --------- | ------------ |
| 6           | Valentino Rossi | MotoGP    | 2002, 2003   |
| 6           | Valentino Rossi | 500 cc    | 2000, 2001   |
| 6           | Valentino Rossi | 250 cc    | 1999         |
| 6           | Valentino Rossi | 125 cc    | 1997         |
| 2           | Mick Doohan     | 500 cc    | 1996, 1997   |
| 2           | Olivier Jacque  | 250 cc    | 1996, 1997   |
| 2           | Daijiro Kato    | 250 cc    | 2000, 2001   |
| 2           | Manuel Poggiali | 250 cc    | 2003, 2004   |

### Ganadores múltiples (constructores)
| # Victorias | Constructor | Victorias | Victorias                    |
| # Victorias | Constructor | Categoría | Años ganador                 |
| ----------- | ----------- | --------- | ---------------------------- |
| 15          | Honda       | MotoGP    | 2002, 2003, 2004             |
| 15          | Honda       | 500 cc    | 1996, 1997, 2000, 2001       |
| 15          | Honda       | 250 cc    | 1995, 1996, 1997, 2000, 2001 |
| 15          | Honda       | 125 cc    | 1996, 1999, 2002             |
| 7           | Aprilia     | 250 cc    | 1999, 2003, 2004             |
| 7           | Aprilia     | 125 cc    | 1995, 1997, 2000, 2004       |
| 3           | Yamaha      | 500 cc    | 1995, 1999                   |
| 3           | Yamaha      | 250 cc    | 2002                         |
| 2           | Derbi       | 125 cc    | 2001, 2003                   |

### Por Año
| Año  | Circuito    | 125 cc          | 125 cc      | 250 cc          | 250 cc      | MotoGP          | MotoGP      |
| Año  | Circuito    | Piloto          | Constructor | Piloto          | Constructor | Piloto          | Constructor |
| ---- | ----------- | --------------- | ----------- | --------------- | ----------- | --------------- | ----------- |
| 2004 | Jacarepaguá | Héctor Barberá  | Aprilia     | Manuel Poggiali | Aprilia     | Makoto Tamada   | Honda       |
| 2003 | Jacarepaguá | Jorge Lorenzo   | Derbi       | Manuel Poggiali | Aprilia     | Valentino Rossi | Honda       |
| 2002 | Jacarepaguá | Masao Azuma     | Honda       | Sebastian Porto | Yamaha      | Valentino Rossi | Honda       |
| Año  | Circuito    | 125 cc          | 125 cc      | 250 cc          | 250 cc      | 500 cc          | 500 cc      |
| Año  | Circuito    | Piloto          | Constructor | Piloto          | Constructor | Piloto          | Constructor |
| 2001 | Jacarepaguá | Youichi Ui      | Derbi       | Daijiro Kato    | Honda       | Valentino Rossi | Honda       |
| 2000 | Jacarepaguá | Simone Sanna    | Aprilia     | Daijiro Kato    | Honda       | Valentino Rossi | Honda       |
| 1999 | Jacarepaguá | Noboru Ueda     | Honda       | Valentino Rossi | Aprilia     | Norifumi Abe    | Yamaha      |
| 1997 | Jacarepaguá | Valentino Rossi | Aprilia     | Olivier Jacque  | Honda       | Michael Doohan  | Honda       |
| 1996 | Jacarepaguá | Haruchika Aoki  | Honda       | Olivier Jacque  | Honda       | Michael Doohan  | Honda       |
| 1995 | Jacarepaguá | Masaki Tokudome | Aprilia     | Doriano Romboni | Honda       | Luca Cadalora   | Yamaha      |